# Iran na Letnich Igrzyskach Olimpijskich 2012
Iran na Letnich Igrzyskach Olimpijskich 2012, które odbyły się w Londynie reprezentowało 53 zawodników. Zdobyli oni dwanaście medali: cztery złote, pięć srebrnych i trzy brązowe, zajmując 17. miejsce w klasyfikacji medalowej.
Był to szesnasty start reprezentacji Iranu na letnich igrzyskach olimpijskich.

## Zdobyte medale
| Medal  | Zawodnik                 | Dyscyplina           | Konkurencja                                    | Rezultat                                                                            | Data        |
| ------ | ------------------------ | -------------------- | ---------------------------------------------- | ----------------------------------------------------------------------------------- | ----------- |
| Złoto  | Hamid Surijan            | Zapasy               | Kategoria do 55 kg mężczyzn w stylu klasycznym | W finale pokonał reprezentanta Azerbejdżanu Rowszana Bajramowa 3-0.                 | 5 sierpnia  |
| Złoto  | Omid Nouruzi             | Zapasy               | Kategoria do 60 kg mężczyzn w stylu klasycznym | W finale pokonał reprezentanta Gruzji Rewaza Laszchi 3-0.                           | 6 sierpnia  |
| Złoto  | Behdad Salimikordasiabi  | Podnoszenie ciężarów | Waga ponad 105 kg mężczyzn                     | 455 kg                                                                              | 7 sierpnia  |
| Złoto  | Ghasem Rezaji            | Zapasy               | Kategoria do 96 kg mężczyzn w stylu klasycznym | W finale pokonał reprezentanta Rosji Rustama Totrowa 3-0.                           | 7 sierpnia  |
| Złoto  | Navab Nasirshelal        | Podnoszenie ciężarów | Waga do 105 kg mężczyzn                        | 411 kg                                                                              | 6 sierpnia  |
| Srebro | Sajjad Anoushiravani     | Podnoszenie ciężarów | Waga ponad 105 kg mężczyzn                     | 449 kg                                                                              | 7 sierpnia  |
| Srebro | Ehsan Hadadi             | Lekkoatletyka        | Rzut dyskiem mężczyzn                          | 68.18 m                                                                             | 7 sierpnia  |
| Srebro | Mohammad Bagheri Motamed | Taekwondo            | Do 68 kg mężczyzn                              | W finale uległ reprezentantowi Turcji Servetowi Tazegülowi 5-6.                     | 9 sierpnia  |
| Srebro | Sadegh Gudarzi           | Zapasy               | Kategoria do 74 kg mężczyzn w stylu wolnym     | W finale uległ reprezentantowi Stanów Zjednoczonych Jordanowi Burroughsowi 0-3.     | 10 sierpnia |
| Brąz   | Kianoush Rostami         | Podnoszenie ciężarów | Waga do 85 kg mężczyzn                         | 380 kg                                                                              | 3 sierpnia  |
| Brąz   | Ehsan Laszgari           | Zapasy               | Kategoria do 84 kg mężczyzn w stylu wolnym     | W pojedynku o brąz pokonał reprezentanta Turcji İbrahima Bölükbaşıego 3-0.          | 11 sierpnia |
| Brąz   | Komejl Ghasemi           | Zapasy               | Kategoria do 120 kg mężczyzn w stylu wolnym    | W pojedynku o brąz pokonał reprezentanta Stanów Zjednoczonych Tervela Dlagneva 3-1. | 11 sierpnia |

## Reprezentanci

### Boks
Mężczyźni
| Zawodnik         | Konkurencja                     | 1/16             | 1/8                 | Ćwierćfinały         | Półfinały        | Finał            | Finał   |
| Zawodnik         | Konkurencja                     | Przeciwnik Wynik | Przeciwnik Wynik    | Przeciwnik Wynik     | Przeciwnik Wynik | Przeciwnik Wynik | Pozycja |
| ---------------- | ------------------------------- | ---------------- | ------------------- | -------------------- | ---------------- | ---------------- | ------- |
| Mehdi Talouti    | Waga lekkopółśrednia (do 64 kg) | Alonso W 16-12   | Jeleussinow P 10-19 | NQ                   | NQ               | NQ               | NQ      |
| Amin Ghasemipour | Waga półśrednia (do 69 kg)      | Maestre P 8-13   | NQ                  | NQ                   | NQ               | NQ               | NQ      |
| Ehsan Rouzbahani | Waga półciężka (do 81 kg)       | Monroy W 12-10   | Muzaffer W 18-12    | Nijazymbetow P 10-13 | NQ               | NQ               | NQ      |
| Ali Mazaheri     | Waga ciężka (do 91 kg)          | —                | Larduet P DSQ       | NQ                   | NQ               | NQ               | NQ      |

### Judo
Mężczyźni
| Zawodnik              | Konkurencja    | 1/32             | 1/16             | 1/8              | Ćwierćfinał      | Półfinał         | Repesaże         | O 3. miejsce     | Finał            | Finał   |
| Zawodnik              | Konkurencja    | Przeciwnik Wynik | Przeciwnik Wynik | Przeciwnik Wynik | Przeciwnik Wynik | Przeciwnik Wynik | Przeciwnik Wynik | Przeciwnik Wynik | Przeciwnik Wynik | Pozycja |
| --------------------- | -------------- | ---------------- | ---------------- | ---------------- | ---------------- | ---------------- | ---------------- | ---------------- | ---------------- | ------- |
| Mohammad Reza Roudaki | Powyżej 100 kg | BYE              | Malki P WO       | NQ               | NQ               | NQ               | NQ               | NQ               | NQ               | NQ      |

### Kajakarstwo

#### Kajakarstwo klasyczne
Mężczyźni
| Zawodnik            | Konkurencje | Eliminacje | Eliminacje | Półfinał | Półfinał | Finał | Finał   |
| Zawodnik            | Konkurencje | Czas       | Miejsce    | Czas     | Miejsce  | Czas  | Miejsce |
| ------------------- | ----------- | ---------- | ---------- | -------- | -------- | ----- | ------- |
| Ahmad Reza Talebian | K-1 1000 m  | 3:39.504   | 6.         | NQ       | NQ       | NQ    | NQ      |

Kobiety
| Zawodniczka   | Konkurencje | Eliminacje | Eliminacje | Półfinał | Półfinał | Finał | Finał   |
| Zawodniczka   | Konkurencje | Czas       | Miejsce    | Czas     | Miejsce  | Czas  | Miejsce |
| ------------- | ----------- | ---------- | ---------- | -------- | -------- | ----- | ------- |
| Arezoo Hakimi | K-1 200 m   | 44.576     | 7.         | NQ       | NQ       | NQ    | NQ      |
| Arezoo Hakimi | K-1 500 m   | 1:58.598   | 7.         | NQ       | NQ       | NQ    | NQ      |

### Kolarstwo

#### Kolarstwo szosowe
Mężczyźni
| Zawodnik      | Konkurencja                | Czas     | Pozycja |
| ------------- | -------------------------- | -------- | ------- |
| Alireza Haghi | Wyścig ze startu wspólnego | DNF      | DNF     |
| Alireza Haghi | Jazda indywidualna na czas | 57:41.44 | 36.     |
| Mehdi Sohrabi | Wyścig ze startu wspólnego | OTL      | OTL     |
| Amir Zargari  | Wyścig ze startu wspólnego | DNF      | DNF     |

### Lekkoatletyka
Mężczyźni
| Zawodnik         | Konkurencja                | Eliminacje | Eliminacje | Ćwierćfinał | Ćwierćfinał | Półfinał | Półfinał | Finał | Finał   |
| Zawodnik         | Konkurencja                | Wynik      | Miejsce    | Wynik       | Miejsce     | Wynik    | Miejsce  | Wynik | Miejsce |
| ---------------- | -------------------------- | ---------- | ---------- | ----------- | ----------- | -------- | -------- | ----- | ------- |
| Reza Ghasemi     | bieg na 100 m              | BYE        | BYE        | 10.31       | 4.          | —        | —        | —     | —       |
| Sajjad Hashemi   | bieg na 400 m              | 47.75      | 6.         | —           | —           | NQ       | NQ       | NQ    | NQ      |
| Sajjad Moradi    | bieg na 800 m              | 1:48.23    | 2.         | —           | —           | DSQ      | DSQ      | NQ    | NQ      |
| Rouhollah Askari | bieg na 110 m przez płotki | 13.97      | 7.         | —           | —           | NQ       | NQ       | NQ    | NQ      |
| Ebrahim Rahimian | chód na 20 km              | —          | —          | —           | —           | —        | —        | DNF   | DNF     |

| Zawodnik         | Konkurencja    | Kwalifikacje | Kwalifikacje | Finał | Finał   |
| Zawodnik         | Konkurencja    | Wynik        | Miejsce      | Wynik | Miejsce |
| ---------------- | -------------- | ------------ | ------------ | ----- | ------- |
| Amin Nikfar      | pchnięcie kulą | 18.62        | 33.          | NQ    | NQ      |
| Ehsan Hadadi     | rzut dyskiem   | 65.19        | 6.           | 68.18 | srebro  |
| Kaveh Mousavi    | rzut młotem    | 72.70        | 22.          | NQ    | NQ      |
| Mohammad Arzande | skok w dal     | 7.84         | 17.          | NQ    | NQ      |

Kobiety
| Zawodniczka  | Konkurencja    | Kwalifikacje | Kwalifikacje | Finał | Finał   |
| Zawodniczka  | Konkurencja    | Wynik        | Miejsce      | Wynik | Miejsce |
| ------------ | -------------- | ------------ | ------------ | ----- | ------- |
| Leila Rajabi | pchnięcie kulą | 17.55        | 22.          | NQ    | NQ      |

### Łucznictwo
Mężczyźni
| Zawodnik     | Konkurencja   | Runda rankingowa | Runda rankingowa | 1/32             | 1/16             | 1/8              | Ćwierćfinał      | Półfinał         | Finał            | Finał   |
| Zawodnik     | Konkurencja   | Punkty           | Rozstawienie     | Przeciwnik Wynik | Przeciwnik Wynik | Przeciwnik Wynik | Przeciwnik Wynik | Przeciwnik Wynik | Przeciwnik Wynik | Pozycja |
| ------------ | ------------- | ---------------- | ---------------- | ---------------- | ---------------- | ---------------- | ---------------- | ---------------- | ---------------- | ------- |
| Milad Vaziri | indywidualnie | 662              | 39.              | Vélez P 1-7      | NQ               | NQ               | NQ               | NQ               | NQ               | NQ      |

Kobiety
| Zawodniczka   | Konkurencja   | Runda rankingowa | Runda rankingowa | 1/32                | 1/16                | 1/8                 | Ćwierćfinał         | Półfinał            | Finał               | Finał   |
| Zawodniczka   | Konkurencja   | Punkty           | Rozstawienie     | Przeciwniczka Wynik | Przeciwniczka Wynik | Przeciwniczka Wynik | Przeciwniczka Wynik | Przeciwniczka Wynik | Przeciwniczka Wynik | Pozycja |
| ------------- | ------------- | ---------------- | ---------------- | ------------------- | ------------------- | ------------------- | ------------------- | ------------------- | ------------------- | ------- |
| Zahra Dehghan | indywidualnie | 614              | 55.              | Avitia P 2-6        | NQ                  | NQ                  | NQ                  | NQ                  | NQ                  | NQ      |

### Pływanie
Mężczyźni
| Zawodnik          | Konkurencja    | Eliminacje | Eliminacje | Półfinał | Półfinał | Finał | Finał   |
| Zawodnik          | Konkurencja    | Czas       | Miejsce    | Czas     | Miejsce  | Czas  | Miejsce |
| ----------------- | -------------- | ---------- | ---------- | -------- | -------- | ----- | ------- |
| Mohammad Bidarian | 100 m dowolnym | 52.93      | 42.        | NQ       | NQ       | NQ    | NQ      |

### Podnoszenie ciężarów
Mężczyźni
| Zawodnik                    | Konkurencja  | Rwanie | Rwanie  | Podrzut | Podrzut | Razem | Pozycja |
| Zawodnik                    | Konkurencja  | Wynik  | Pozycja | Wynik   | Pozycja | Razem | Pozycja |
| --------------------------- | ------------ | ------ | ------- | ------- | ------- | ----- | ------- |
| Sohrab Moradi               | Do 85 kg     | DNF    | DNF     | –       | –       | –     | NCL     |
| Kianoush Rostami            | Do 85 kg     | 171    | 5.      | 209     | 4.      | 380   | brąz    |
| Saeid Mohammadpourkarkaragh | Do 94 kg     | 183    | 3.      | 219     | 6.      | 402   | 5.      |
| Navab Nasirshelal           | Do 105 kg    | 184    | 5.      | 227     | 1.      | 411   | [ 1 ]   |
| Sajjad Anoushiravani        | Ponad 105 kg | 204    | 3.      | 245     | 2.      | 449   | srebro  |
| Behdad Salimi               | Ponad 105 kg | 208    | 1.      | 247     | 1.      | 455   | złoto   |

### Strzelectwo
Mężczyźni
| Zawodnik            | Konkurencja                | Kwalifikacje | Kwalifikacje | Finał  | Finał   |
| Zawodnik            | Konkurencja                | Punkty       | Miejsce      | Punkty | Miejsce |
| ------------------- | -------------------------- | ------------ | ------------ | ------ | ------- |
| Ebrahim Barkhordari | Pistolet pneumatyczny 10 m | 569          | 33.          | NQ     | NQ      |
| Ebrahim Barkhordari | Pistolet dowolny 50 m      | 552          | 27.          | NQ     | NQ      |

Kobiety
| Zawodniczka        | Konkurencja                             | Kwalifikacje | Kwalifikacje | Finał  | Finał   |
| Zawodniczka        | Konkurencja                             | Punkty       | Miejsce      | Punkty | Miejsce |
| ------------------ | --------------------------------------- | ------------ | ------------ | ------ | ------- |
| Elaheh Ahmadi      | Karabin pneumatyczny 10 m               | 397          | 5.           | 499.1  | 6.      |
| Elaheh Ahmadi      | Karabin małokalibrowy trzy postawy 50 m | 567          | 43.          | NQ     | NQ      |
| Mahlagha Jambozorg | Karabin pneumatyczny 10 m               | 391          | 43.          | NQ     | NQ      |
| Mahlagha Jambozorg | Karabin małokalibrowy trzy postawy 50 m | 581          | 14.          | NQ     | NQ      |

### Szermierka
Mężczyźni
| Zawodnik        | Konkurencja          | 1/32             | 1/16             | 1/8              | Ćwierćfinały     | Półfinały        | Finał            | Finał   |
| Zawodnik        | Konkurencja          | Przeciwnik Wynik | Przeciwnik Wynik | Przeciwnik Wynik | Przeciwnik Wynik | Przeciwnik Wynik | Przeciwnik Wynik | Pozycja |
| --------------- | -------------------- | ---------------- | ---------------- | ---------------- | ---------------- | ---------------- | ---------------- | ------- |
| Mojtaba Abedini | Szabla indywidualnie | Zalomir P 7-15   | NQ               | NQ               | NQ               | NQ               | NQ               | NQ      |

### Taekwondo
| Zawodnicy                | Konkurencja | 1/16              | Ćwierćfinał       | Półfinał          | Repasaż 1         | Repasaż 2         | Finał             | Finał   |
| Zawodnicy                | Konkurencja | Przeciwnicy Wynik | Przeciwnicy Wynik | Przeciwnicy Wynik | Przeciwnicy Wynik | Przeciwnicy Wynik | Przeciwnicy Wynik | Pozycja |
| ------------------------ | ----------- | ----------------- | ----------------- | ----------------- | ----------------- | ----------------- | ----------------- | ------- |
| Mohammad Bagheri Motamed | 68 kg (m)   | Boui W 7-2        | Nikpai W 6-5      | Silva W 5+-5      | BYE               | BYE               | Tazegül P 5-6     | srebro  |
| Yousef Karami            | 80 kg (m)   | García P 2-8      | NQ                | NQ                | Muhammad P 7-11   | NQ                | NQ                | NQ      |
| Sousan Hajipour          | 67 kg (k)   | Marton P 4-5      | NQ                | NQ                | NQ                | NQ                | NQ                | NQ      |

### Tenis stołowy
Mężczyźni
| Zawodnik       | Konkurencja | Eliminacje       | Runda 1          | Runda 2          | Runda 3          | Runda 4          | Ćwierćfinały     | Półfinały        | Finał            | Finał   |
| Zawodnik       | Konkurencja | Przeciwnik Wynik | Przeciwnik Wynik | Przeciwnik Wynik | Przeciwnik Wynik | Przeciwnik Wynik | Przeciwnik Wynik | Przeciwnik Wynik | Przeciwnik Wynik | Pozycja |
| -------------- | ----------- | ---------------- | ---------------- | ---------------- | ---------------- | ---------------- | ---------------- | ---------------- | ---------------- | ------- |
| Noshad Alamian | singel      | BYE              | Han W (4–0)      | Tang P W (4-3)   | Boll P (0-4)     | NQ               | NQ               | NQ               | NQ               | NQ      |

Kobiety
| Zawodniczka     | Konkurencja | Eliminacje          | Runda 1             | Runda 2             | Runda 3             | Runda 4             | Ćwierćfinały        | Półfinały           | Finał               | Finał   |
| Zawodniczka     | Konkurencja | Przeciwniczka Wynik | Przeciwniczka Wynik | Przeciwniczka Wynik | Przeciwniczka Wynik | Przeciwniczka Wynik | Przeciwniczka Wynik | Przeciwniczka Wynik | Przeciwniczka Wynik | Pozycja |
| --------------- | ----------- | ------------------- | ------------------- | ------------------- | ------------------- | ------------------- | ------------------- | ------------------- | ------------------- | ------- |
| Neda Shahsavari | singel      | Oshonaike P (3-4)   | NQ                  | NQ                  | NQ                  | NQ                  | NQ                  | NQ                  | NQ                  | NQ      |

### Wioślarstwo
Mężczyźni
| Zawodnik     | Konkurencja | Eliminacje | Eliminacje | Repasaże | Repasaże | Ćwierćfinał | Ćwierćfinał | Półfinał | Półfinał | Finał   | Finał   |
| Zawodnik     | Konkurencja | Czas       | Miejsce    | Czas     | Miejsce  | Czas        | Miejsce     | Czas     | Miejsce  | Czas    | Miejsce |
| ------------ | ----------- | ---------- | ---------- | -------- | -------- | ----------- | ----------- | -------- | -------- | ------- | ------- |
| Mohsen Shadi | jedynka     | 7:27.42    | 6. (R)     | 7:11.55  | 2. (QF)  | 7:32.72     | 6. (P CD)   | 8:20.29  | 6. (F D) | 7:31.42 | 22.     |

Kobiety
| Zawodniczka    | Konkurencja | Eliminacje | Eliminacje | Repasaże | Repasaże | Ćwierćfinał | Ćwierćfinał | Półfinał | Półfinał | Finał   | Finał   |
| Zawodniczka    | Konkurencja | Czas       | Miejsce    | Czas     | Miejsce  | Czas        | Miejsce     | Czas     | Miejsce  | Czas    | Miejsce |
| -------------- | ----------- | ---------- | ---------- | -------- | -------- | ----------- | ----------- | -------- | -------- | ------- | ------- |
| Soulmaz Abbasi | jedynka     | 8:17.46    | 6. (R)     | 8:05.99  | 2. (QF)  | 8:27.28     | 6. (P CD)   | 8:30.74  | 6. (F D) | 8:57.98 | 24.     |

### Zapasy
Mężczyźni – styl wolny
| Zawodnik         | Konkurencja | Kwalifikacje      | 1/8                | Ćwierćfinał      | Półfinał         | Repesaż 1        | Repesaż 2        | Finał            | Finał   |
| Zawodnik         | Konkurencja | Przeciwnik Wynik  | Przeciwnik Wynik   | Przeciwnik Wynik | Przeciwnik Wynik | Przeciwnik Wynik | Przeciwnik Wynik | Przeciwnik Wynik | Pozycja |
| ---------------- | ----------- | ----------------- | ------------------ | ---------------- | ---------------- | ---------------- | ---------------- | ---------------- | ------- |
| Hasan Rahimi     | −55 kg      | Naranbaatar W 3-0 | Kumar P 1-3        | NQ               | NQ               | NQ               | NQ               | NQ               | 8.      |
| Masud Esma’ilpur | −60 kg      | Torres W 3-0      | Żumagazijew W 3-1  | Kuduchow P 1-3   | NQ               | BYE              | Dutt P 1-3       | NQ               | 7.      |
| Mahdi Taghawi    | −66 kg      | López P 1-3       | NQ                 | NQ               | NQ               | NQ               | NQ               | NQ               | 14.     |
| Sadegh Gudarzi   | −74 kg      | BYE               | Terziew W 3-0      | Tigijew W 3-0    | Hatos W 3-0      | BYE              | BYE              | Burroughs P 0-3  | srebro  |
| Ehsan Laszgari   | −84 kg      | Baiduaszow W 3-0  | Nurmagomedow W 3-0 | Uriszew W 3-0    | Şərifov P 1-3    | BYE              | BYE              | Bölükbaşı W 3-0  | brąz    |
| Reza Jazdani     | −96 kg      | BYE               | Gadisow W 3-1      | Musajew W 3-0    | Andrijcew P 0-5  | BYE              | BYE              | Gaziumow P 0-5   | 5.      |
| Komejl Ghasemi   | −120 kg     | BYE               | Bhullar W 3-0      | Tajmazow P 0-3   | NQ               | BYE              | Matuhin W 3-0    | Dlagnev W 3-0    | brąz    |

Mężczyźni – styl klasyczny
| Zawodnik            | Konkurencja | Kwalifikacje     | 1/8               | Ćwierćfinał      | Półfinał         | Repesaż 1        | Repesaż 2        | Finał            | Finał   |
| Zawodnik            | Konkurencja | Przeciwnik Wynik | Przeciwnik Wynik  | Przeciwnik Wynik | Przeciwnik Wynik | Przeciwnik Wynik | Przeciwnik Wynik | Przeciwnik Wynik | Pozycja |
| ------------------- | ----------- | ---------------- | ----------------- | ---------------- | ---------------- | ---------------- | ---------------- | ---------------- | ------- |
| Hamid Surijan       | −55 kg      | BYE              | Eraliew W 3-1     | Módos W 3-0      | Nyblom W 3-0     | BYE              | BYE              | Bayramov W 3-0   | złoto   |
| Omid Nouruzi        | −60 kg      | Sheng J W 3-1    | Angełow W 3-0     | Kebyspajew W 3-0 | Matsumoto W 3-0  | BYE              | BYE              | Laszchi W 3-0    | złoto   |
| Sa’id Abdewali      | −66 kg      | BYE              | Yüksel W 3-0      | Guénot P 0-3     | NQ               | NQ               | NQ               | NQ               | 11.     |
| Habibollah Achlaghi | −84 kg      | Shorey P 1-3     | NQ                | NQ               | NQ               | NQ               | NQ               | NQ               | 13.     |
| Ghasem Rezaji       | −96 kg      | BYE              | İldem W 3-1       | Aleksanian W 3-0 | Estrada W 3-0    | BYE              | BYE              | Totrow W 3-0     | złoto   |
| Baszir Babadżanzade | −120 kg     | Nadhim W 3-0     | Patrikiejew W 3-1 | Eurén P 0-3      | NQ               | NQ               | NQ               | NQ               | 7.      |